# Ще по одній
Ще по одній (дан. Druk — «запій») — данський трагікомедійний фільм 2020 року. Світова прем'єра відбулася 24 вересня; в Україні вперше показано 12 листопада 2020-го. Режисер — Томас Вінтерберг. Сценаристи — Томас Вінтерберг і Тобіас Ліндгольм. Продюсери — Каспер Діссін й Сіссе Граум Йоргенсен. Фільм отримав премію Оскар у номінації «Найкращий фільм іноземною мовою».

## Сюжет
Чотири нерозлучні друзяки працюють викладачами. Прочитавши новини, вони вирішують провести один експеримент — підтримувати певний рівень алкогольного сп'яніння впродовж усього дня. На їхню думку, так людина може продуктивніше працювати й виконувати усі свої повсякденні справи. Друзям вдається щодня підтримувати рівень алкоголю 0,5 проміле — і це спочатку дійсно вражає результатом.
Але згодом ситуація виходить з-під контролю.

## У ролях
- Мадс Міккельсен
- Томас Бо Ларсен
- Ларс Ранте
- Магнус Міллан
- Марія Бонневі — Аніка
- Суссе Волд — ректор